# Cressy (ort)
Cressy är en ort i Australien. Den ligger i kommunen Northern Midlands och delstaten Tasmanien, i den sydöstra delen av landet, omkring 130 kilometer norr om delstatshuvudstaden Hobart.
Trakten runt Cressy är nära nog obefolkad, med mindre än två invånare per kvadratkilometer.. Närmaste större samhälle är Longford, nära Cressy. 
Trakten runt Cressy består till största delen av jordbruksmark. Genomsnittlig årsnederbörd är 967 millimeter. Den regnigaste månaden är augusti, med i genomsnitt 119 mm nederbörd, och den torraste är februari, med 41 mm nederbörd.